# Kompressibilitet
Kompressibilitet {\displaystyle \kappa } er et mål for den relative volumenændring, når trykket {\displaystyle p} på et materiale ændres. For et volumen {\displaystyle V} er kompressibiliteteten givet ved:
{\displaystyle \kappa =-{\frac {1}{V}}{\frac {\partial V}{\partial p}}}
Der kan her skelnes mellem en isoterm kompressibilitet, hvor temperaturen {\displaystyle T} holdes konstant
{\displaystyle \kappa _{T}=-{\frac {1}{V}}\left({\frac {\partial V}{\partial p}}\right)_{T}}
og en adiabatisk kompressibilitet, hvor entropien er konstant:
{\displaystyle \kappa _{S}=-{\frac {1}{V}}\left({\frac {\partial V}{\partial p}}\right)_{S}}
Hvis volumenet bliver mindre, når trykket øges, er kompressibiliteten altså positiv.
For fx en idealgas, hvor volumenet i følge idealgasligningen er givet ved
{\displaystyle V={\frac {nRT}{p}}}
er den isoterme kompressiblitet:
{\displaystyle \kappa _{T}=-{\frac {nRT}{V}}{\frac {\partial }{\partial p}}\left({\frac {1}{p}}\right)={\frac {nRT}{Vp^{2}}}={\frac {V}{Vp}}={\frac {1}{p}}}
Ved høje tryk er det altså sværere at presse gassen sammen.
En anden interessant relation er, at lydens fart er relateret til den adiabatiske kompressibilitet ved:
{\displaystyle v_{\text{s}}={\frac {1}{\sqrt {\rho \kappa _{S}}}}}
hvor {\displaystyle \rho } er materialets massedensitet.